# تپه سیمیار ۱
تپه سیمیار ۱ در شهرستان قزوین، روستای سیمیار واقع شده و این اثر در تاریخ ۳ بهمن ۱۳۷۹ با شمارهٔ ثبت ۳۰۱۶ به‌عنوان یکی از آثار ملی ایران به ثبت رسیده است.